# Myrsine luae
Myrsine luae är en viveväxtart som beskrevs av J.M. Ricketson och J.J. Pipoly. Myrsine luae ingår i släktet Myrsine och familjen viveväxter. Inga underarter finns listade i Catalogue of Life.